# Jean Muir
Jean Muir (Suffern, Nova Iorque, 13 de fevereiro de 1911 — Mesa, 23 de julho de 1996) foi uma atriz americana. Ela foi a primeira artista a entrar na Lista Negra de Hollywood, depois de seu nome aparecer no infame panfleto anticomunista Red Channels. Durante sua carreira, ela foi uma das atrizes cogitadas para fazer o papel de Melanie em E o Vento Levou, que acabou sendo interpretado por Olivia de Havilland.